# Canthidium erythropterum
Canthidium erythropterum é um gênero de besouros, que foi descrito pela primeira vez por Lucas, em 1857. Canthidium erythropterum pertence ao gênero Canthidium, e à família Scarabaeidae. É encontrado na América do Sul.